# برونو تاباتا
برونو تاباتا (30 مارس 1997 في البرازيل - ) هو لاعب كرة قدم برازيلي في مركز الوسط.

## روابط خارجية
- برونو تاباتا على موقع قاعدة بيانات كرة القدم.إي يو (الإنجليزية)
- برونو تاباتا على موقع ليكيب (الفرنسية)
- برونو تاباتا على موقع Soccerbase.com (لاعب) (الإنجليزية)
- برونو تاباتا على موقع Soccerway.com (الإنجليزية)
- برونو تاباتا على موقع عالم كرة القدم.نت (الإنجليزية)